# Микільське (Пологівський район)
Микі́льське — село в Україні, у Преображенській сільській громаді Пологівського району Запорізької області. Населення — 323 осіб.

## Географія
Село Микільське розташоване за 73 км від обласного центру, 59 км від районного центру та 23 км від міста Оріхове. Найближчі населені пункти: села Тимошівка (1 км), Новосолошине та Червоний Яр (2 км). Селом тече Балка Солонцувата та пролягає автошлях територіального значення Т 0408.

## Історія
Село засноване 1918 року під первинною назвою Микільське-Друге. З 1923 року село перебувало в складі Оріхівського району. У 1958 році перейменоване в село  Микільське .
6 серпня 2015 року, в ході децентралізації, Преображенська сільська рада об'єднана Преображенською сільською громадою.
19 липня 2020 року, в результаті адміністративно-територіальної реформи та ліквідації Оріхівського району, село увійшло до складу новоутвореного Пологівського району.

## Населення

### Мова
Розподіл населення за рідною мовою за даними перепису 2001 року:
| Мова       | Кількість | Відсоток |
| ---------- | --------- | -------- |
| українська | 308       | 95.36%   |
| російська  | 15        | 4.64%    |
| Усього     | 323       | 100%     |

## Економіка
Провідні галузі виробництва — рільництво і м'ясо-молочне тваринництво.

## Об'єкти соціальної сфери
- Школа I—II ст.
- Дитячий дошкільний навчальний заклад.
- Будинок культури.
- Дільнична лікарня.